# José Luis Palomar
José Luis Palomar Romero plus connu sous le nom de José Luis Palomar, né à Soria (Espagne, Castille-et-León) le 22 novembre 1952, est un matador espagnol.

## Présentation et carrière
Il revêt son premier habit de lumières le 10 juillet 1970 et participe à 47 novilladas avant de prendre son alternative à Castellón de la Plana, avec pour parrain « Manzanares », et pour témoin « El Niño de la Capea » devant le taureau Provechoso de la ganadería Baltasar Ibán. Il coupe une oreille ce jour-là.
Il confirme la même année le 15 mai 1978 à Madrid avec pour parrain Dámaso González et pour témoin « El Niño de la Capea » devant un taureau de la ganadería Ramón Sánchez.
En France, il débute le 18 juin 1978 dans les arènes Maurice Lauche de Aire-sur-l'Adour, en compagnie de « Manzanares » et de « Armillita Chico », coupant une oreille.  Il part ensuite en Amérique latine, notamment en Équateur, et il revient en 1980 à Las Ventas où il connaît un grand succès le 1er juin avec des taureaux de l'élevage Victorino Martín et il sort « a hombros ».
Torero élégant mais irrégulier, il totalisait 300 corridas en 2003. Sa dernière réapparition dans le ruedo a eu lieu en 2009, mais il n'a pas fait sa despedida.